# Двойное убийство на улице Лынькова в Бобруйске
Убийство Олеси Климовой и Кристины Крюшкиной произошло 20 июля 2018 года в Бобруйске. Утром одна из девушек позвонила в милицию и сказала, что её с подругой пытаются убить, но не смогла назвать точный адрес. Тела обеих девушек со следами насильственной смерти были найдены в квартире безработного и ранее четырежды судимого 36-летнего Бобруйчанина Александра Осиповича. В 2019 году Осипович был приговорён к смертной казни, в том же году расстрелян.

## Личность преступника
Александр Викторович Осипович родился 27 марта 1982 года в Бобруйске. Учился в школе № 20. По его словам, в возрасте 10 лет он стал свидетелем смерти своего отца. По образованию он токарь, окончил ПТУ, а ещё были курсы при  исправительной колонии № 8. На момент ареста безработный житель Бобруйска, разведён, детей не имел.
До совершения двойного убийства был 4 раза судим. Первый раз в 2000 году был осуждён по ч. 2 ст. 106 в редакции Уголовного кодекса БССР 1960 года — это «Умышленное тяжкое телесное повреждение» (потерпевший, которому Осипович нанёс 7 ударов ножом, скончался в больнице). Тогда он получил 7 лет лишения свободы. Срок был сокращён по амнистии на 1 год, но отсидел Александр тогда только 3 года: вышел на свободу в 2003 году по УДО.
Второй раз в ноябре 2006 года его судили по ч. 1 ст. 339 «Хулиганство». Тогда ему дали штраф. Осипович погасил его. Третий раз был осуждён в 2007 году по ч. 1 ст. 205 «Кража», ч. 2 ст. 206 «Грабёж», ч. 2 ст. 339 «Злостное хулиганство». Был осуждён на 2,5 года лишения свободы в колонии общего режима, потом наказание смягчили, и на остальные 1,5 года он был направлен на исправительные работы, 15 % заработка платил государству.
Четвёртый раз был осуждён в 2010 году по ч. 3 ст. 147 (причинение тяжких телесных повреждений) на 7 лет и 1 месяц лишения свободы.
В общей сложности провёл в местах лишения свободы 11 лет. Последний раз вышел на свободу в декабре 2017 года.
До последнего ареста работал сборщиком окон. По словам начальника, работал нормально. По характеру, склонен к агрессии, страдал алкоголизмом.  В сентябре 2017 года Осипович был поставлен на профилактический учёт в уголовно-исполнительной инспекции. Однако, как потом выяснила Генеральная прокуратура, надлежащий профилактический контроль за ним отсутствовал, что способствовало совершению им преступлений.

## Обстоятельства преступления
В ночь с 19 на 20 июля 2018 года около 1:00 Олеся Климова и Кристина Крюшкина пошли в кафе «Престиж». Александр Осипович, уже сидевший в том же кафе, познакомился с Климовой и Крюшкиной. Все трое на такси отправились домой к Осиповичу в квартиру по ул. Лынькова, 31 г. Бобруйска. По словам коллеги Кристины, она забыла ключи от своей съёмной квартиры на работе и не хотела беспокоить арендодателей, поэтому поехала с Олесей домой к Александру. 
Убийство произошло утром 20 июля в квартире Осиповича. Между ним и девушками произошёл конфликт. По словам преступника, утром они стали вести себя агрессивно, он пытался выставить их за дверь, но они не уходили. Он также утверждал, что девушки якобы что-то подсыпали ему в напиток. Осипович начал собираться на работу и обнаружил, что ключей от квартиры нет. По словам злоумышленника, девушки начали подшучивать над ним, Крюшкина сказала, что выкинула ключи в окно. Осипович ударил её в верхнюю губу, чтобы та перестала смеяться.
Он спустился вниз в поисках ключей, а когда вернулся, увидел, что девушки роются в выдвижных ящиках. Олеся Климова закричала: «Он опять пришел!», и девушки закрылись от него в ванной. На следственном эксперименте мужчина также говорил, что потерпевшие сами якобы пытались ударить его молотком и ножом.
Около 7:00 одна из них (Крюшкина) позвонила в милицию и сказала, что их с подругой пытаются убить. Она успела назвать только номер квартиры, однако впоследствии выяснилось, что он был неверным. Осипович, вооружённый молотком и двумя ножами, ворвался в ванную комнату и стал наносить девушкам удары. На теле Олеси Климовой эксперты позднее насчитали 77 ударов молотком и ножом (из них, по разным данным — не менее 30 или 48 ударов по голове), на теле Крюшкиной — 16 ударов ножом и руками. В крови Климовой было обнаружено 3,3 промилле алкоголя, в крови Крюшкиной — 3,1 промилле. Олеся Климова умерла от открытой черепно-мозговой травмы со множеством переломов черепа и кровоизлияний, Крюшкина умерла от массивной кровопотери. В крови самого Осиповича было 2,2 промилле алкоголя.
После убийства он смыл следы крови и выкинул испачканную одежду. Затем он купил в магазине пиво, сигареты и три рулона мусорных мешков. Покупка мешков стала основанием для следствия считать, что злоумышленник собирался расчленить тела девушек. Сначала подтверждал, что собирался расчленить трупы, но впоследствии отказался от этой затеи. Потом говорил, что купил пакеты, потому что они продавались по скидке.
Милиция задержала Осиповича в тот же день, он сидел на лавочке у подъезда, пил пиво и ругался матом. В его квартире обнаружили обезображенные тела Олеси Климовой и Кристины Крюшкиной. Потребовалась экспертиза, чтобы их опознать.

### Погибшие
Обе погибшие являлись жительницами Бобруйска: 26-летняя Олеся Климова и 27-летняя Кристина Крюшкина. Последняя — уроженка Глусского района Могилёвской области, снимала квартиру в Бобруйске, работала в магазине.
Обе потерпевшие многократно привлекались к административной ответственности (среди эпизодов — кража телефона, нецензурная брань, пьянство).

## Расследование
В милиции Осипович оформил явку с повинной. На следующий день 21 июля был проведён следственный эксперимент с Осиповичем в его квартире, где он спокойно рассказывал события ночи, когда познакомился с потерпевшими, и как убивал. Утверждал, что не помнит точное количество ударов. Психиатрическая экспертиза признала Осиповича вменяемым. Также, по утверждению экспертизы, он нуждался в лечении от алкоголизма. Осиповичу было предъявлено обвинение по п. 1 и 6 ч. 2 ст. 139 Уголовного кодекса РБ (убийство двух лиц с особой жестокостью).
30 июля 2018 года Осиповичу было предъявлено обвинение. Подозреваемый признал свою вину. 26 октября 2018 года стало известно, что расследование уголовного дела завершено.

## Суд
Судебный процесс начался 4 декабря 2018 года. Дело рассматривал судья Могилёвского областного суда Михаил Мельников. Мать Олеси Климовой Нина Алексеевна присутствовала на каждом заседании. На суде также были родственники Осиповича, в том числе мать и сестра. В суде Осипович вёл себя спокойно, утверждал, что мало что помнит из того дня, признавал вину частично.
Осипович продолжал утверждать, что пакеты купил по акции, а не для расчленения трупов. Матери убитых девушек собирались подать иски обвиняемому, но впоследствии мать Кристины Крюшкиной Елена Михайловна отказалась это делать.
5 декабря после второго заседания в фойе здания суда между матерями убийцы и убитых произошла словесная перепалка. Один из журналистов попытался снять это на свой мобильный телефон. Мать Осиповича стала кричать, что он не имеет права снимать без разрешения и отобрала телефон. Когда журналист попытался отобрать телефон, женщина стала кричать, что он сломал ей палец. Мать Осиповича поехала в больницу, а журналист написал заявление в милицию.
8 января 2019 года государственный обвинитель Ольга Иванова запросила для Осиповича смертную казнь. Во время последнего слова у Александра случилась истерика. Он плакал, говорил дрожащим голосом. В последнем слове Осипович признал свою вину, раскаялся в содеянном, попросил прощения, назвал себя человеком добрым и немного сентиментальным, просил суд дать ему возможность выплачивать иск потерпевшим.

### Приговор
9 января 2019 года Могилёвский областной суд признал Александра Осиповича виновным и приговорил его к исключительной мере наказания — смертной казни через расстрел. Также суд постановил взыскать с обвиняемого в пользу Климовой Нины Алексеевны в счёт материальной компенсации морального вреда 100 тысяч рублей, а также расходы на погребение дочери 1339 рублей. В пользу Крюшкиной Елены Михайловны с подсудимого — сумма в 1241 рубль.
Перед оглашением приговора Осипович говорил журналистам, что раскаивается и просит прощения у родственников погибших:
Сделали из меня маньяка, говорят, что я их расчленял. Я их не расчленял и не собирался этого делать.
Нина Климова осталась довольна приговором:
...Единственное, что вызывает возмущение — это поведение подсудимого. Он и сейчас утверждает, что не собирался расчленять тела. Но у него все было готово к расчленению...
Государственный обвинитель Ольга Иванова также была удовлетворена приговором:
Этот человек был неоднократно судим. В том числе за совершение тяжких и особо тяжких преступлений против личности. Данное преступление повторное в отношении двух лиц, совершенное с особой жестокостью. Я думаю, что пора остановить этого человека.
Приговор Александру Осиповичу оказался первым вынесенным смертным приговором в Беларуси в 2019 году.

### Апелляция
В конце января 2019 года Александр Осипович подал апелляционную жалобу в Верховный суд Белоруссии. В жалобе он указал на то, что потерпевшие сами спровоцировали его на убийство, что он пресёк попытку кражи и нанесения ему телесных повреждений со стороны потерпевших, а также на то, что на приговор повлияло давление со стороны матери одной из погибших девушек на суд и оскорбления с её стороны в его адрес. Также Осипович обвинял своего адвоката в том, что при ознакомлении с некоторыми материалами уголовного дела тот спал, а после закрытия дела ушёл. В жалобе также указано, что следователь склонял преступные действия Осиповича к маниакальным и воспользовался невнимательностью и подавленностью Александра после задержания, вследствие чего на следствии он мог себя оговорить.
Рассмотрение апелляции состоялось 14 мая 2019 года. На заседании также присутствовала мать Осиповича Антонина Владимировна. Она рассказала, что подавала в Могилёвский областной суд ходатайство о замене смертного приговора, чтобы сын мог выплачивать компенсацию. Но документы даже не приняли. Верховный суд оставил приговор в силе, а жалобу — без удовлетворения.
Антонина Осипович рассказала правозащитникам «Весны», что местные журналисты публиковали адреса, места работы и фотографии родственников Александра, взятые с его страницы в «Одноклассниках», тем самым нарушили его презумпиции невиновности. Журналисты настойчиво звонили родственникам, чтобы взять интервью.
Мы сразу стали звонить в редакции, какое оно имели право публиковать адреса и фотографии. Однако нам отвечали, что проблем в этом не видят, так как страница Осиповича в «Одноклассниках» открыта. Но пока идёт следствие, пока он не признан виновным, лица его даже не должны были показывать...
Также, по словам матери Осиповича, после суда началась травля и предвзятое отношение к их семье. Сестре Александра даже пришлось поменять работу. Родственникам удалось закрыть его страницу, когда ему разрешили писать письма, и он написал пароль. Осипович готовил надзорную жалобу. Также он и его мать написали прошения о помиловании на имя президента. Матери пришёл ответ, что заявление получено.

## Казнь
17 декабря 2019 года Александр Осипович был расстрелян по приговору суда в столичном СИЗО №1. Об этом стало известно 19 декабря от старшего прокурора отдела прокуратуры Могилёвской области Ольги Ивановой, выступавшей гособвинителем на процессе. Европейский союз осудил исполнение приговора.